# Internal Suffering
Az Internal Suffering egy kolumbiai death metal együttes. 1996-ban alakultak meg Pereira-ban. Később New Yorkba tették át székhelyüket, 2011 óta Madridban van a székhelyük. Lemezeiket a Unique Leader Records kiadó dobja piacra. Az együttes a "slamming death metal" al-műfajba tartozik, extrém gyors dobolása és mély hörgése miatt. Már 1994-ben jelen voltak, csak akkor még "Suffer" néven, két évvel később változtatták meg, Internal Suffering-re (belső szenvedés). Fő témáik: káosz, halál, demonológia (a démonok tudománya), Cthulhu-mítosz.

## Tagok
- Andrés Garcia - basszusgitár (1996-)
- Fabio Marin - éneklés (1997-)
- Wilson - dobok (2015-)
- Alexander del Rey - gitár (2016-)

## Diszkográfia
- Supreme Knowledge Domain (nagylemez, 1999)
- Promo 2000 (demó, 2000)
- Unmercyful Extermination (EP, 2001)
- Chaotic Matrix (stúdióalbum, 2002)
- Choronzonic Force Domination (nagylemez, 2004)
- Internal Suffering / Inducing Terror (split lemez, 2005)
- Brutal Domination (split lemez, 2005)
- Awakening of the Rebel (nagylemez, 2006)
- Cyclonic Void of Power (nagylemez, 2016)